# La Vie parfaite
La Vie parfaite est une série télévisée québécoise en treize épisodes de 22 minutes diffusée entre le 11 septembre 2013 et le 4 décembre 2013 sur ICI Radio-Canada Télé.

## Distribution
- Catherine Trudeau : Julie Péloquin
- Steve Laplante : Éric Pedneault
- Lili-Anne Paquette : Élodie Pineault-Péloquin
- Ézékiel Séguin : Mathis Pedneault-Pelletier
- Thérèse Perreault : Estelle Pedneault
- Rémy Girard : Ghyslain
- Marianne Farley : Suzie
- Billy Tellier : Théo
- Nicolas Michon : Kevin Nguyen

## Fiche technique
- Maison de Production : Attraction Images
- Producteur Exécutif : Richard Speer
- Productrice : Josée Vallée
- Producteurs associés et auteurs : Daniel Thibault et Isabelle Pelletier
- Réalisateur : Louis Choquette
- Directeur Photo : Jérôme Sabourin
- Directeur Artistique : Frédéric Page
- Créatrice des Costumes : Francesca Chamberland
- Monteur : Michel Grou
- Musique : L’oreille cassée
- Distribution des Rôles : Karel Quinn

## Épisodes
1. Lundi, c'est le jour de la lune
2. La base de la communication, c'est l'échange
3. L'amour est aveugle
4. L'appel de la nature
5. Être ou ne pas être partout en même temps
6. Les vieilles affaires
7. Un sauveur nous est donné
8. Traitement de choc
9. Le centre de l'univers
10. Tel papillon, telle chenille
11. Jouer avec le feu
12. Les contorsions de l'équilibriste
13. Embrasser le déséquilibre